# Otholobium rubicundum
Otholobium rubicundum är en ärtväxtart som beskrevs av Charles Howard Stirton. Otholobium rubicundum ingår i släktet Otholobium och familjen ärtväxter. Inga underarter finns listade i Catalogue of Life.